# Stetindita-(Ce)
La stetindita-(Ce) és un mineral de la classe dels silicats, que pertany al grup del zircó. Rep el seu nom en honor de la seva localitat tipus. Va ser originalment anomenada stetindita, però va ser reanomenada l'any 2016 com stetindita-(Ce) d'acord amb la regla de Levinson.

## Característiques
La stetindita-Ce és silicat de ceri de fórmula química CeSiO₄. Cristal·litza en el sistema tetragonal. És l'analeg mineral amb ceri del zircó.
Segons la classificació de Nickel-Strunz, la stetindita pertany a «9.AD - Nesosilicats sense anions addicionals; cations en [6] i/o major coordinació» juntament amb els següents minerals: larnita, calcio-olivina, merwinita, bredigita, andradita, almandina, calderita, goldmanita, grossulària, henritermierita, hibschita, hidroandradita, katoïta, kimzeyita, knorringita, majorita, morimotoïta, vogesita, schorlomita, spessartina, uvarovita, wadalita, holtstamita, kerimasita, toturita, momoiïta, eltyubyuïta, coffinita, hafnó, torita, thorogummita, zircó, huttonita, tombarthita-(Y), eulitina i reidita.

## Formació i jaciments
La stetindita-Ce va ser descoberta a la pegmatita Stetind (Tysfjord, Nordland, Noruega). També ha estat descrita a la mina Cerchiara, a Borghetto Vara (Ligúria, Itàlia).